# 191857 Illéserzsébet
Az 191857 Illéserzsébet, (191857) 2004 VA70 a Naprendszer kisbolygóövében található aszteroida. Sárneczky Krisztián Piszkéstetőn fedezte fel 2004. november 12-én, a kisbolygót Illés Erzsébet csillagászról nevezte el, akit 2010-ben Az év ismeretterjesztő tudósa címmel adományoztak meg.
A kisbolygó átnevezését 191857 Illéserzsébet-re a Nemzetközi Csillagászati Unió 2011. december 9-én jóváhagyta.